# والي لويس
والي لويس (بالإنجليزية: Wally Lewis)‏ هو لاعب دوري الرغبي أسترالي، ولد في 1 ديسمبر 1959 في Hawthorne, Queensland ‏ في أستراليا.